# Daisuke Ichikawa
Daisuke Ichikawa (født 14. maj 1980) er en japansk fodboldspiller.

## Japans fodboldlandshold
| Japans landshold | Japans landshold | Japans landshold |
| År               | Kmp              | Mål              |
| ---------------- | ---------------- | ---------------- |
| 1998             | 1                | 0                |
| 1999             | 0                | 0                |
| 2000             | 0                | 0                |
| 2001             | 0                | 0                |
| 2002             | 9                | 0                |
| Total            | 10               | 0                |